# Jbel Lakhdar
Jbel Lakhdar är ett berg i Marocko. Det ligger i regionen Oriental, i den nordöstra delen av landet, 500 km öster om huvudstaden Rabat. 